# A Filha das Flores
A Filha das Flores é um romance escrito pela brasileira Vanessa da Mata. Publicado pela editora Companhia das Letras no Brasil em 16 de outubro de 2013.

## Resenha
Giza cresceu à beira de uma estrada que liga o norte e o sul do país. Sua geografia familiar, no entanto, pouco ultrapassa os limites da casa de infância, onde foi criada em meio às plantações de flores, ao pé do jardim. Os buquês e arranjos que lá eram preparados abasteciam toda a região, aproximando Giza de um universo de gente que ama, é rejeitada e morre, cada circunstância pedindo a sua própria flor. 
Assim, a menina, vivendo à sombra das tias, duas garotas que já encantavam os homens do vilarejo, encontrava seu jeito de vencer as cercas de casa. Mas, se das flores ela colecionava as histórias, das tias ela ganhava um vislumbre da vida adulta, que Margarida e Florinda, a despeito de serem pouco mais velhas, pareciam abraçar com naturalidade. Quase como uma estrangeira na casa, Giza passa a infância navegando pelos códigos e subentendidos da família, à beira de algo que ela parece prestes a compreender. Dona de uma imaginação prodigiosa, ela preenche esses espaços com doçura, humor e leveza, que a autora soube captar num estilo vivo e vibrante.
Mas a menina cresce. E começa a saber de seu corpo, de suas vontades e de seus arredores. Viajando no carro que usa para entregar flores, ela ultrapassa os limites impostos pela família e chega a uma vila, lugar sobre o qual pairam histórias tenebrosas, e que ela passará a frequentar em busca de uma vida mais terrena. A filha das flores, primeiro romance da cantora e compositora Vanessa da Mata, capta, num registro ao mesmo tempo delicado e áspero, essa transição. Equilibrada entre os mistérios da infância e as possibilidades da juventude, a protagonista irá conduzir o leitor àquele momento da vida que se fixa no espaço e se projeta para todas as direções.

## Críticas
“Bildungsroman tropical, com o que isso significa de exuberância e alegria, A filha das flores começa por surpreender pela linguagem, de uma ingenuidade feliz, tão rara na atual literatura em língua portuguesa, e ao mesmo tempo capaz de inesperadas ousadias formais. Esta novíssima escritora vem da música, e isso se percebe, aqui e ali, pela atenção ao ritmo e à melodia das frases. Giza, a protagonista, cujo crescimento acompanhamos, da infância descuidada a uma primeira juventude curiosa e apaixonada, nos leva a ver a intimidade de um Brasil rural, muito interior. Um mundo onde a realidade ainda passeia, de mão dada, sem estranheza, sem a menor contradição, com o maravilhoso e a fantasia. Vanessa é da mata, de Mato Grosso, e daí a exuberância, a ternura, a prodigiosa imaginação e também a ironia, tantas vezes cruel, com que constrói os seus personagens. Há na literatura casos de escritores que são os seus melhores personagens. Mais raros, são os escritores que sendo grandes personagens, ou seja, tendo uma boa história para contar, a sabem contar. Vanessa pertence a esta última estirpe. Uma pena, porque sempre a quis para personagem minha, e agora ela vem e traz-nos este mundo. Um mundo tão imenso, tão rico, que certamente irá gerar muitos outros romances. Espero que encontrem os leitores que merecem.”
− José Eduardo Agualusa
Existe um quê de tempo parado, simultaneamente fantástico e mágico, no lugar onde se passa o enredo desta primeira experiência de Vanessa da Mata na literatura. A narradora de A Filha das Flores, a menina Giza, de codinome Flor de Laranjeira, passa o tempo todo a imaginar como seria outro lugar, enquanto cuida de uma plantação de flores, matando formigas e atendendo às encomendas. A personagem é atenta às coisas pequenas, reflete sobre tudo e mostra consciência do lá fora, aqui metaforizado por um bairro, um pouco distante da cidade, que não passa de uma zona de meretrício. Nas fugas para esse lugar, por curiosidade, Giza acaba encontrando a alegria, a amizade, o primeiro amor, a primeira experiência sexual e também a primeira decepção amorosa. Constata-se certo deslocamento entre a experiência vivida e as pontuações da narradora-personagem que, dada sua condição, sabe mais do que deveria saber. Aí reside o problema deste tipo de romance, em que o autor deixa a obra se contaminar por vivências pessoais. Mas fica rapidamente evidente a habilidade de Vanessa em narrar uma história que mescla fantasia e realidade por meio de um olhar especial – em certa medida, cruel e irônico – sobre alguns dos personagens que habitam o nosso mundo.
− Antônio do Amaral Rocha